# Назарівка (Криворізький район)
Наза́рівка — село в Україні, у Софіївській селищній громаді Криворізького району Дніпропетровської області.
Населення — 52 мешканця.

## Географія
Село Назарівка знаходиться за 1,5 км від правого берега річки Базавлук, на відстані 1,5 км від села Миколаївка. По селу протікає пересихаючий струмок з загатою. Поруч проходить автомобільна дорога Т 0432.

## Населення

### Мова
Розподіл населення за рідною мовою за даними перепису 2001 року:
| Мова       | Відсоток |
| ---------- | -------- |
| українська | 94,3 %   |
| російська  | 3,8 %    |
| молдовська | 1,9 %    |

## Інтернет-посилання
- Погода в селі Назарівка

1. ↑  Рідні мови в об'єднаних територіальних громадах України — Український центр суспільних даних